# 阿拉梅迪利亚
阿拉梅迪利亚，是西班牙安达卢西亚自治区格拉纳达省的一个市镇。总面积91平方公里，总人口888人（2001年），人口密度10人/平方公里。